# Friedenskapelle (Berlin-Friedrichshagen)
Die Friedenskapelle Friedrichshagen ist ein Kirchengebäude der Evangelisch-Freikirchlichen Baptistengemeinde im Berliner Ortsteil Friedrichshagen. Sie wurde in den 1890er Jahren im neogotischen Baustil aus unverputzten Backsteinen errichtet und ist Bestandteil des Flächendenkmals Friedrichshagen. Die Gemeinde gehört zum Bund Evangelisch-Freikirchlicher Gemeinden in Deutschland (BEFG).

## Geschichte
Der Bauunternehmer, Maurermeister und Baptist Karl Spuhn und sein Sohn aus der Friedrichshagener Friedrichstraße 66 (seit 1947 Bölschestraße) errichteten auf ihrem Grundstück Pollandsche Landstraße 25 (1911 umbenannt in Klutstraße) für die Baptistengemeinde ein Gotteshaus. Die Baptistengemeinden hießen damals Kultus- oder Stationsgemeinden und Ende des 19. Jahrhunderts bestanden lediglich drei solcher Zusammenschlüsse im Gebiet Berlin und Umgebung: die Berliner Muttergemeinde – gegründet 1837 –, eine in Köpenick und eine in Friedrichshagen.
Die beiden letzteren fusionierten im Jahr 1911 und nutzten für ihre Gottesdienste den Friedrichshagener Sakralbau. Wegen ständig steigender Mitgliederzahlen der Baptisten dieser Doppelgemeinde erfolgte am 18. Dezember 1921 eine Trennung, in Fürstenwalde/Spree bei Berlin entstand 1922 sogar eine Filiale der Friedrichshagener Gemeinde mit sieben Mitgliedern.
Am 25. Januar 1925 erhielt das Gemeindehaus in der Klutstraße den Namen „Friedenskapelle“.
In der NS-Zeit, 1938 hatten sich unter dem politischen Druck die Elim-Gemeinden den Baptisten angeschlossen, so dass die Kultusgemeinde Friedrichshagen danach fast 100 Mitglieder zählte. Als der Zweite Weltkrieg seinem Ende entgegenging, wurde Friedrichshagen von Bombern angegriffen. Eine in der Nähe des Gotteshauses explodierende Luftmine beschädigte zu Weihnachten 1944 die Kapelle leicht. Sie konnte allerdings repariert werden.
Im Mai 1945 besetzte die Rote Armee das Gotteshaus und nutzte es bis Anfang August als Poststation und für Tanzveranstaltungen. Die Evangelisch-Freikirchliche Friedensgemeinde führte ihre Versammlungen in dieser Zeit in der Friedhofskapelle in Friedrichshagen in der Wilhelmstraße (ab 1951 Peter-Hille-Straße) durch.
Im Jahr 1951 trennte sich die Filialkirche Fürstenwalde von Friedrichshagen und wurde selbstständig.
Mitte der 1970er Jahre starb der Erbe und Eigentümer der Kapelle, ein Schwiegersohn von Carl Spuhn. Neuer Eigentümer der Immobilie wurde eine jugoslawische Erbengemeinschaft. Da Jugoslawien zum nichtsozialistischen Ausland gehörte, übernahm die Kommunale Wohnungsgesellschaft der DDR die Verwaltung des Hauses. Alle anfallenden Rechnungen, Arbeiten, Mietzahlungen, Modernisierungen, Instandhaltungen, notwendigen Reparaturen und Renovierungen trug die Baptistengemeinde jedoch selbst. Aufgrund des sich zunehmend verschlechternden Bauzustands erwog die Gemeindeleitung 1987, ein neues Gemeindezentrum zu bauen. Bemühungen um den Erwerb eines geeigneten Grundstücks in Friedrichshagen scheiterten. (Wie sich nach der politischen Wende 1995 in Gesprächen herausstellte, war die DDR nicht an einem solchen Projekt interessiert.)
In der DDR-Zeit war die Baptistenkirche auch Treffpunkt für die Mitglieder und Besucher der Jungen Gemeinde.
Nach rund 100 Jahren, 1991, konnte die Baptistengemeinde Friedrichshagen die Immobilie von der noch bestehenden Erbengemeinschaft kaufen und beschloss die sofortige Sanierung. Die Bauuntersuchungen im Jahr 1994 machten jedoch deutlich, dass Wände und Stützen so stark angegriffen waren, dass die Standsicherheit gefährdet war. Daher beschloss die Gemeinde, das Bauwerk komplett abzutragen und es auf dem originalen Grundriss wieder aufzubauen. Vertreter des Landesdenkmalamts legten dabei größten Wert auf den Erhalt der historischen Fassade. So wurde diese sorgfältig abgebaut und mit den gereinigten Baumaterialien im Stil von 1892 original wiedererrichtet.
Die Straßenseite zeigt im Parterrebereich sechs Rundbogen-Fenster – je drei links und rechts neben dem Eingang – hinter denen sich der Gottesdienstsaal verbirgt. Die oberen Spitzbogenfenster markieren einzelne Räume, die in der Ursprungszeit Mietwohnungen enthielten.
Die kleine Gemeinde finanzierte die umfangreichen Baumaßnahmen mit Hilfe von Spenden der Mitglieder und der Freunde sowie eines Kredites. Staatliche Fördergelder oder denkmalpflegerische Mittel wurden nicht in Anspruch genommen. Alle baulichen Nebenleistungen führten Mitglieder der Gemeinde ehrenamtlich aus. Die Arbeiten wurden vom Architekturbüro Schmidtmann und Gölling aus der Bölschestraße geplant und begleitet.
Im Dezember 1995 konnte die Wiedereinweihung der Friedenskirche gefeiert werden.

## Architektur und Ausstattung

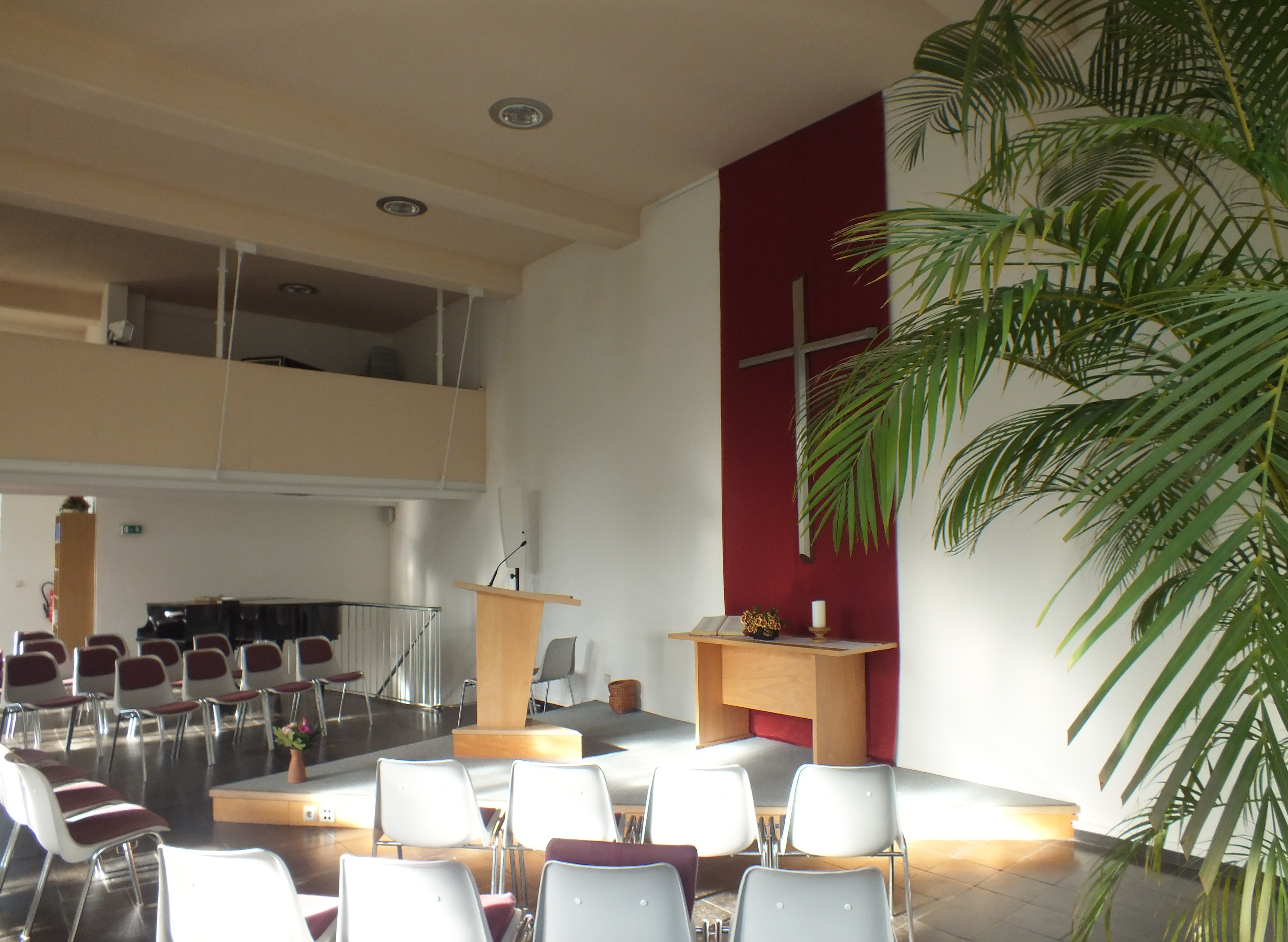
Blick auf den Altarbereich

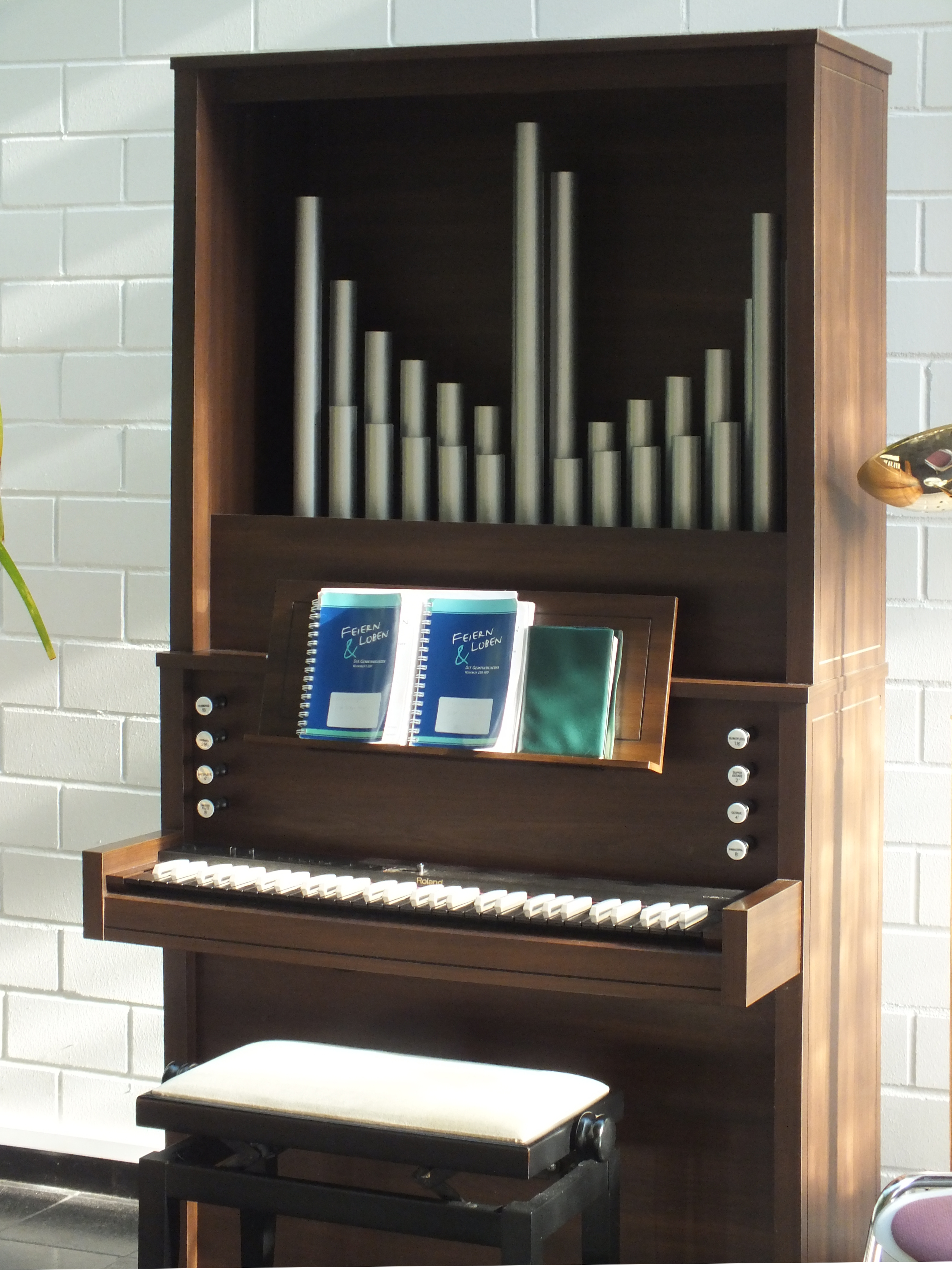
Orgel

Helle Fenster auf der Dachschräge der Ostseite und eine zusätzliche Empore wurden eingebaut. Ein schlichtes weißes Kreuz auf rotem Grund und ein Holztisch darunter bilden zusammen mit dem hölzernen Ambo den Altarbereich. Eine neue Akustikanlage, eine kleine elektrische Orgel und neue bequeme Einzelstühle für insgesamt etwa 50 Personen vervollständigen die Ausstattung.
Das Gebäude ist kein herkömmlicher Kirchenbau – es besteht im Wesentlichen aus einem Saal und besitzt weder einen Turm noch ein Geläut, dafür schmückt ein mit gelben Klinkern abgesetzter Ziergiebel die symmetrische Fassade.
Westlich neben der Kirche wurde auf einem aus Privatbesitz hinzugekauften Grundstück ein Sanitärtrakt errichtet, dessen Außenwände die Backsteinsicht der Kapelle aufnehmen. An diesem Gebäude wurde der Name des Gotteshauses in weißen Lettern angebracht.

## Ökumene und Partnerschaft
Die Friedenskirche arbeitet mit der evangelischen Gemeinde der Christophoruskirche, der römisch-katholischen Franziskus-Kapelle, der Bethel-Gemeinde und der Stadtmission in Friedrichshagen eng zusammen. Unter anderem finden gemeinsame Gebete, Benefizkonzerte und Lesungen statt. Die Baptisten-Gemeinde umfasst 40 Mitglieder (Stand: Herbst 2014).
Mit der Baptisten-Gemeinde Stelle im Landesverband Norddeutschland besteht eine Gemeindepartnerschaft.